# میلیون وولد
میلیون وولد (انگلیسی: Million Wolde؛ زادهٔ ۱۷ مارس ۱۹۷۹) دونده دو استقامت اهل اتیوپی است.
از افتخارات وی میتوان به کسب مدال طلا دو ۵۰۰۰ متر در بازی‌های المپیک تابستانی ۲۰۰۰ اشاره کرد.